# Wolfgang Maennig
Wolfgang Maennig (Berlín Oeste, 12 de febrero de 1960) es un deportista alemán que compitió en remo.
Participó en dos Juegos Olímpicos de Verano, obteniendo una medalla de oro en Seúl 1988, en la prueba de ocho con timonel, y el sexto lugar en Los Ángeles 1984, en el cuatro con timonel.

## Palmarés internacional
| Juegos Olímpicos | Juegos Olímpicos     | Juegos Olímpicos | Juegos Olímpicos |
| Año              | Lugar                | Medalla          | Prueba           |
| ---------------- | -------------------- | ---------------- | ---------------- |
| 1988             | Seúl (Corea del Sur) | Medalla de oro   | Ocho con timonel |